# Zofia Staniszewska

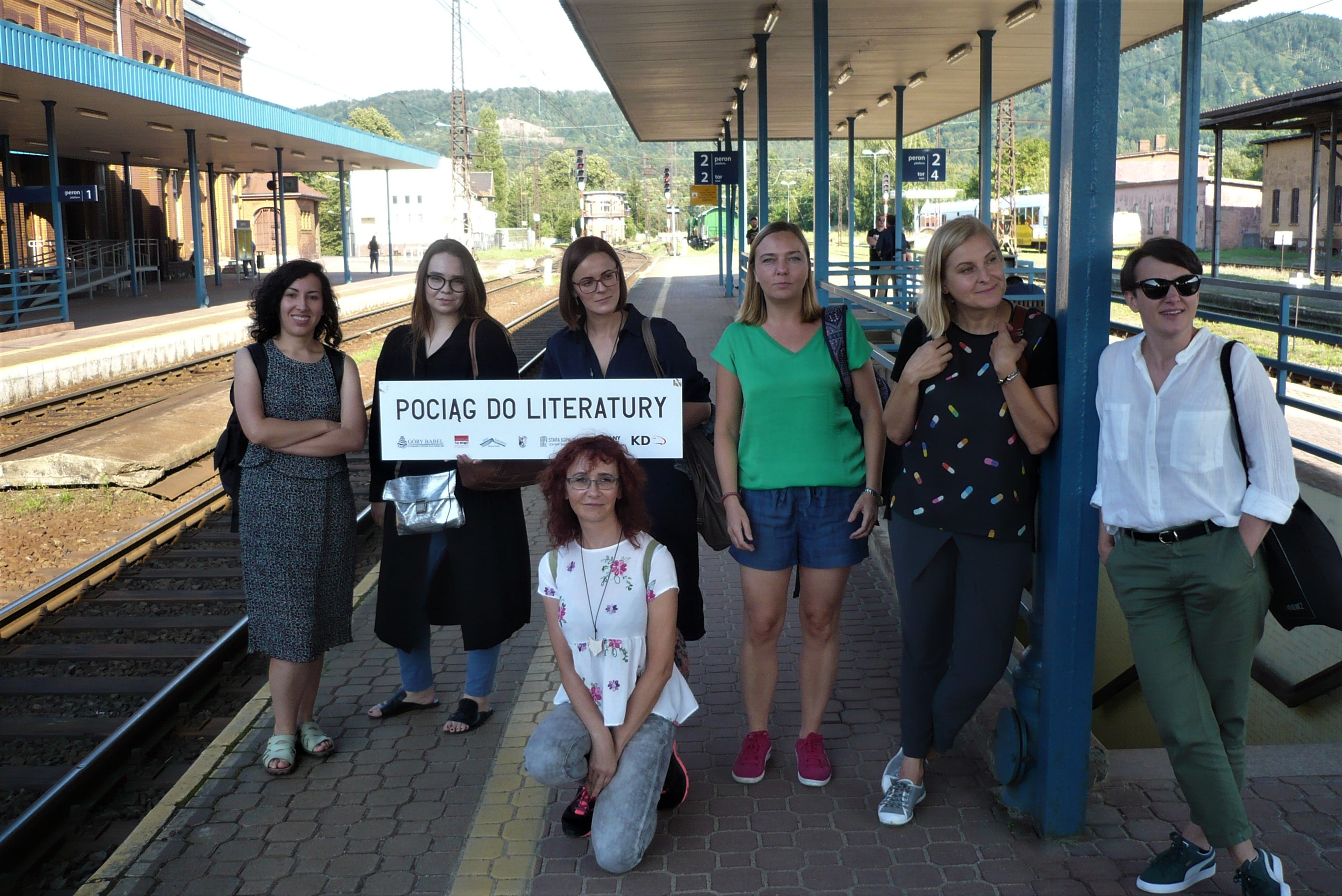
Uczestniczki warsztatów literackich. Festiwal Góry Literatury, Wałbrzych, 2018

Zofia Staniszewska (ur. 1968 w Poznaniu) – polska pisarka, autorka wierszy, dramatów, powieści, baśni terapeutycznych oraz bajek dla dzieci, m.in. dla czasopisma „Świerszczyk” i wydawnictwa Publicat.

## Życiorys
Jest absolwentką Uniwersytetu im. Adama Mickiewicza. Pracowała jako nauczycielka języka polskiego, a następnie jako grafik komputerowy. Bibliotekarka w Mosińskiej Bibliotece Publicznej, prowadząca tam Dyskusyjny Klub Książki. Występuje w Mosinie w amatorskim teatrze „Bez Kurtyny”.

## Twórczość
Powieści:
- Ignacy i Mela na tropie złodzieja seria detektywistyczna (Wydawnictwo Debit)
- Dzieci w sieci dobrych manier (Wydawnictwo Debit)
- Jak Tymek został detektywem (Valkea Media)
- Ale plama, czyli dobre maniery i domowe afery (Wydawnictwo Zielona Sowa)
- Czarownica z Radosnej (Red Horse, Lublin, 2008), ISBN 978-83-62480-74-6
- Moja les (Prószyński i S-ka, Warszawa, 2010), ISBN 978-83-7648-332-0

Dramaty:
- Ballada dworcowa (2008)
- Urodziłaś się prostytutką (2009), ISBN 978-83-7648-332-0

Zbiory wierszy:
- Jak to było z Zofią i gwiazdą (Liberum Arbitrium, Tuchów, 2009), ISBN 978-83-7631-093-0

## Nagrody
Otrzymała wiele nagród i wyróżnień w konkursach poetyckich, a także dramaturgicznych, m.in. w 2008 r. wyróżnienie w IV Ogólnopolskim Konkursie Dramaturgicznym „Lustro. Obraz. Iluzja” w Łodzi za dramat Ballada dworcowa, a w 2009 r. główną nagrodę na Gdańskim Festiwalu Teatralnym „Windowisko” za sztukę Urodziłaś się prostytutką. Wyróżniona w konkursie „Świat przyjazny dziecku” Komitetu Ochrony Praw Dziecka za książkę Dzieci w sieci dobrych manier.